# Хижняк Володимир Матвійович
Володи́мир Матві́йович Хижня́к (*1925, Черкаси — 90-ті роки) — український російськомовний прозаїк і перекладач.

## Біографія
Дворянського походження. Його мати училася в одному класі з донькою архітектора Городецького. Другу Світову війну закінчив на службі перекладачем у штабі маршала Конєва. По війні проживав в будинку по вул. Некрасівській, 3.
Закінчив Київський університет (1949), працював викладачем англійської мови. Автор збірок повістей та оповідань «Любар» (1972), «Дивовижне перо» (1974); переклади з Джона Болла, Аґати Крісті.